# Güstrow

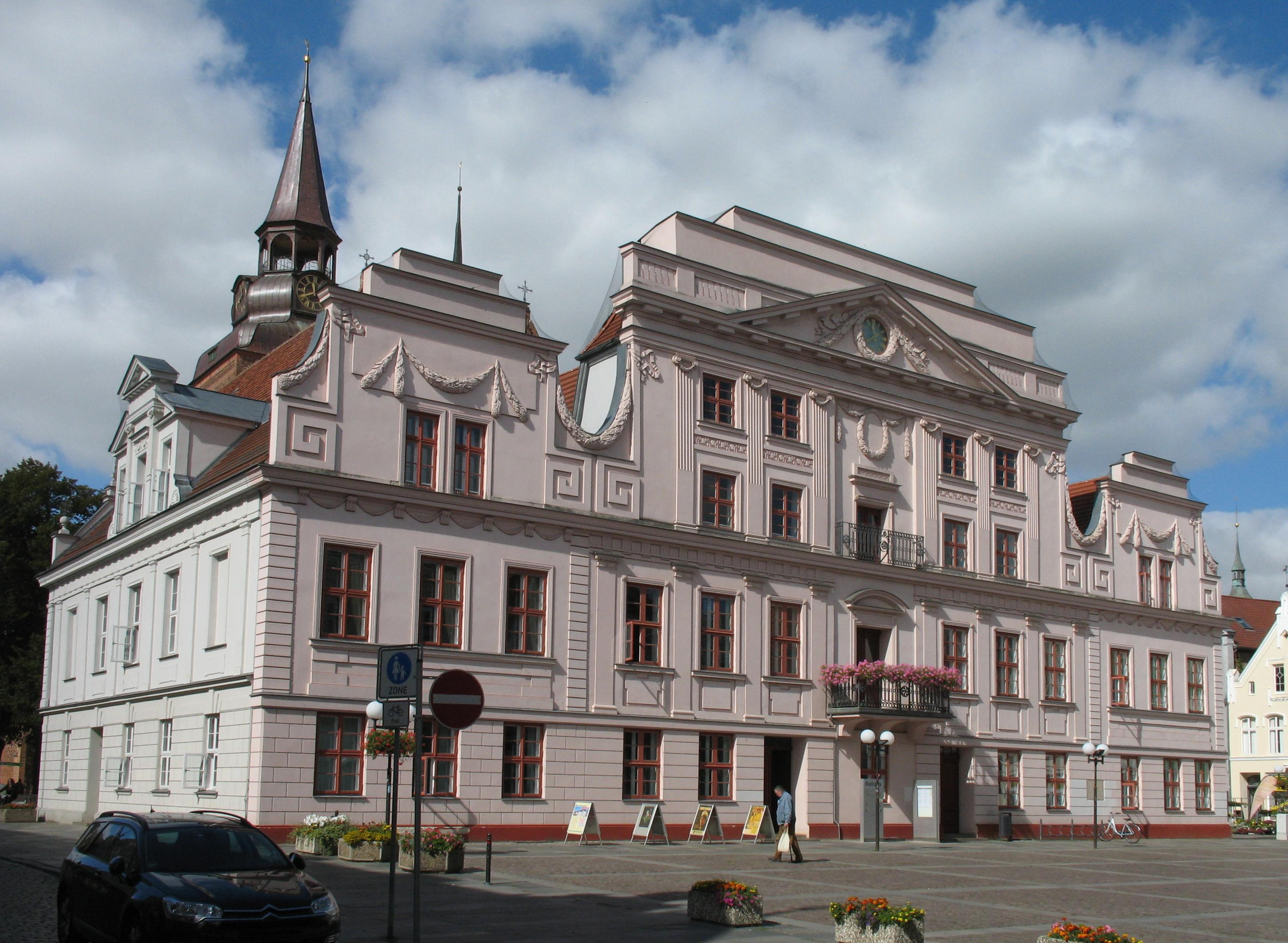
Municipio

Güstrow (IPA: [ˈɡʏstroː]) è una città dello stato federale tedesco del Meclemburgo-Pomerania Anteriore, parte del circondario di Rostock, con quasi 30 000 abitanti.

## Storia
Güstrow fu menzionata per la prima volta nel 1228. Sembra che sia stata fondata da un nipote di Enrico il Leone. Divenne residenza estiva dei duchi del Meclemburgo nel XIV secolo. Dopo la divisione del Meclemburgo nel 1621, fu capitale del piccolo ducato di Meclemburgo-Güstrow.
Albrecht von Wallenstein, il generale imperiale nella Guerra dei trent'anni, fu duca del Meclemburgo-Güstrow. Nel 1695, l'ultimo duca morì, e il ducato cessò di esistere: Güstrow entrò nuovamente a far parte dei ducato di Meclemburgo-Schwerin.

## Monumenti
- Lo Schloß (Castello) fu costruito nel 1589 in stile rinascimentale, come residenza per i duchi del Meclemburgo. Tra il 1963 e il 1981, fu ristrutturato e vi fu aggiunto un giardino rinascimentale, costruito secondo le descrizioni prese da antiche raffigurazioni.
- La Cattedrale (Dom) è una chiesa gotica, costruita tra il 1226 e il 1335. Vi si trovano un grande altare gotico, le tombe del duca Ulrico III e delle due mogli (XVI secolo), e l'Angelo sollevato, la più famosa opera di Ernst Barlach, creata nel 1926 come tributo per le vittime della prima guerra mondiale.
- L'Atelierhaus era lo studio di Ernst Barlach, che espone un'ampia collezione delle sue opere.